# Nangalkot
Nangalkot (en bengali : নাঙ্গলকোট) est une upazila du Bangladesh dans le district de Comilla. En 2001, on y dénombrait 375 985 habitants.